# Segundo de la Portilla Gutiérrez
Segundo de la Portilla Gutiérrez   (Setién, 1 de juny de 1819 - A mitjan segle XIX) fou un militar espanyol, governador de Puerto Rico i Director de la Guàrdia Civil.
Fou governador de Puerto Rico en dos períodes, el segon com a interí. En el primer període de 1875 fins a 1877 va modificar el decret de la impremta i va declarar forçosa la vacunació contra la verola. En el segon, de 1881 fins a 1883 va gestionar la colonització de l'illa Culebra; va promoure la celebració d'una Fira Exposició a Ponce; va reobrir l'Institut de Segon Ensenyament; va reconèixer el dret dels jornalers a emigrar i va aprovar un projecte per crear l'Escola Normal.